# Sound of My Voice
Sound of My Voice es una película de cine independiente estadounidense de estilo thriller psicológico dirigida por Zal Batmanglij, protagonizada por Brit Marling, Christopher Denham y Nicole Vicius, y estrenada en 2012. Su preestreno tuvo lugar en el Festival de Sundance de 2011.

## Argumento
Peter y su novia, Lorna, se infiltran en una secta con la intención de rodar un documental y desenmascarar a su carismática líder Maggie, una joven que dice venir del futuro. Poco a poco, la influencia de Maggie irá haciendo mella en la pareja y en sus convicciones.

## Reparto
- Jack Griffo como Joven Peter
- Christopher Denham como Peter Aitken
- Nicole Vicius como Lorna Michaelson
- Brit Marling como Maggie
- Davenia McFadden como Carol Briggs
- Kandice Stroh como Joanne
- Richard Wharton como Klaus
- Christy Myers como Mel
- Alvin Lam como Lam
- Constance Wu como Christine
- Matthew Carey como Lyle
- Jacob Price como PJ
- David Haley como O'Shea
- James Urbaniak como Mr. Pritchett
- Avery Pohl como Abigail Pritchett
- Kyle Hacker como Lucas

## Recepción
La película obtuvo críticas generalmente positivas. Así, Claudia Puig del USA Today dijo de ella que es Un contemplativo thriller de ciencia-ficción (...) Batmanglij muestra como se puede extraer el máximo valor dramático de un presupuesto mínimo.